# 華義國際
華義國際數位娛樂股份有限公司（英語：Wayi International Digital Entertainment Co., Ltd.），簡稱華義，成立於1993年8月12日，是一間專注於綜合娛樂的數位娛樂公司。其核心業務包括綜合娛樂平台與社群平台的經營、線上遊戲代理及自製遊戲的開發、發行與運營。秉持著「不只是代理，更要做出汎娛樂的產業模式」的經營理念，致力於打造一個充滿創意的娛樂生態系，為用戶提供更多元的遊戲體驗。

## 歷史
- 1993年8月，當時25歲的黃博弘向家裡借款新台幣一百萬元，與其好友合資成立「華義國際股份有限公司」（Waei International Entertainment Co., Ltd.）[1]。華義國際第一代總部位於台北市中山區吉林路144巷11號，黃博弘自任董事長。黃博弘畢業於台北縣私立復興高級商工職業學校美工科，小時候很喜歡千葉徹彌漫畫《好小子》（おれは鉄兵），立志要當漫畫家；黃博弘退伍後，曾在東立出版社擔任漫畫美術編輯，沒當成漫畫家，卻創辦華義國際。華義國際初期主要業務是設計商用軟體，當時黃博弘喜歡與同事在電腦遊戲中廝殺，玩久了就萌生一個疑問：在台灣電腦遊戲軟體市場中，「為什麼電腦遊戲都是台灣、美國的，就沒有日本的？」黃博弘詢問之後得知，日本電腦遊戲軟體都只支援PC-98、不支援台灣以IBM PC兼容機為主的DOS，所以台灣沒有代理商願意代理日本電腦遊戲軟體。黃博弘及其三位好友按照日本遊戲雜誌打電話給日本遊戲軟體業者，想要爭取代理，同時希望對方解決DOS版本的問題；對方回應：「我們從來沒有碰過IBM的DOS系統。把原始碼給你們好了。做成了，你們就付權利金；做不成，就算了。」於是華義國際成立研發團隊，開始移植日本電腦遊戲軟體[2]。
- 1994年8月，華義國際發行從PC-98移植的電腦遊戲軟體《擂台美少女（日语：レッスルエンジェルス）》，一舉成名。（華義發行的其他從PC-98移植的電腦遊戲軟體還有《妖擊隊》等。）
- 1997年，華義國際將在日本銷售不佳的電腦遊戲軟體《夢幻洋食館》添加台灣元素後重新包裝成《夢幻西餐廳》、《夢幻度假島》系列，專攻女性消費者。[3][2]
- 1997年2月，華義國際跨入遊戲開發領域，推出首部自主開發遊戲軟體《真命天子》（改編自賴有賢同名漫畫）。
- 1998年7月18日上午，華義國際總部搬遷至台北市信義區光復南路495號7樓之5（太平洋商務中心）[4]；同日下午，科樂美授權華義國際發行戀愛模擬遊戲《純愛手札》Windows 95/98 中文版，雙方在台北凱悅大飯店舉辦「純愛手札簽約記者會」[5]，胡龍雲主持簽約儀式。[6]其後華義國際賣出《純愛手札》中文版的中國大陸授權，《純愛手札》中文版在中國大陸賣出18萬套[2]（黃博弘於2008年9月接受巴哈姆特電玩資訊站專訪時則稱賣出20萬套[7]）。
- 1999年7月，開通《華義遊戲網》（當時網址為www.waei.net）。
- 2000年2月，發行第一款線上遊戲《人在江湖》，跨足線上遊戲營運領域。
- 2000年4月，發行日本線上遊戲《石器時代》。
- 2000年6月26日，華義國際宣布更名為「華義國際數位娛樂股份有限公司」（Waei International Digital Entertainment Co., Ltd.），同日發表第二代企業識別系統（CIS）與企業口號「專業、服務、合作」，取「Waei」與台語「歡喜」諧音，以微笑、和諧的互動造型表現歡喜溝通、圓滿順暢的精神，色彩採用青藍色與大紅色，青藍色象徵理想，大紅色象徵熱忱。[8][9]
- 2000年7月，自創的線上遊戲收費系統「WGS」（Waei Global Settlement）上線。
- 2000年8月28日，宣布投入新台幣2億元成立「北京華義國際數碼娛樂有限公司」進軍中國大陸網路遊戲市場，總部設於北京市，辦事處設於上海、成都、深圳與廣州，周成虎擔任北京華義第一屆總經理。[10]
- 2000年9月，華義國際於北京成立「北京華義聯合軟件開發有限公司」。
- 2001年1月，《石器时代》在中國大陸發行。
- 2001年6月8日，華義國際執行長蔡嘉駿與聯合線上營運長劉永平宣布，華義國際與聯合線上結盟，在《聯合追星網》（當時網址為udnstars.com）推出線上遊戲服務《石器時代·星樂園》。[11]同月，華義國際發行Cocktail Soft成人電子遊戲《公主的回憶》（Princess Memory）中文版，標榜「一刀未剪」，是華義國際第一款成人電子遊戲。
- 2002年1月，蔡嘉駿因個人生涯規劃，請辭華義國際執行長。[12]
- 2002年1月16日，緯來企業、松崗科技、昱泉國際、第三波資訊、華義國際與摩比家合資成立「數位遊戲整合行銷股份有限公司」，資本額新台幣700萬元，副總經理為蔡嘉駿，定位為電子遊戲業者的整合行銷公司，為電子遊戲業者規劃電玩節目、媒體統購、活動設計及比賽等；第一個電玩節目為同月26日開播的緯來綜合台《全民快打》[13]。
- 2002年5月13日，華義國際向中華民國證券櫃檯買賣中心送件，申請登錄為興櫃股票（股票代號R134）[14][15]，同月成立新加坡子公司。
- 2002年8月29日，華義國際宣布裁員三分之一，員工總數從294人減為204人。[16]
- 2003年4月，華義國際英文品牌名「Waei」改為「Wayi」，英文全名改為「Wayi International Digital Entertainment Co., Ltd.」，以蜘蛛為品牌精神象徵[17]；同月，華義國際取得韓國Actoz研發之線上遊戲《A3》台港澳代理權。
- 2003年9月17日，華義國際宣布，北京華義總經理林永青升任華義國際總經理，原董事長兼總經理黃博弘專任董事長；[18]同月，華義國際自製線上遊戲《天下無雙》開始收費。
- 2004年2月，公開自製遊戲《鐵血三國志》。
- 2004年3月29日，華義國際股票上櫃，上櫃股票代號為3086，上櫃首日股價為新台幣46元。
- 2004年4月，四川華義研發部門所製線上遊戲《羽音Online》開始封測。
- 2004年8月1日，以個人名義買下訐譙龍的「在線上網際股份有限公司」（CH1 Internet Co., Ltd.）總經理江長燮接任華義國際營運長、負責華義國際台灣營運，華義國際取得訐譙龍的使用權，華義國際營運中心協理呂冠怡轉任華義國際總經理室特助、派駐香港負責香港營運[19]。
- 2004年8月18日，江長燮表示，將在華義國際的官方網站及周邊產品上延續訐譙龍生命。[20]
- 2004年9月，BMG合併索尼音樂，黃博弘趁機說服前BMG大中華區總裁任兆年擔任華義國際董事長特助，黃博弘的理由是：「音樂和遊戲產業，其實本質上是相同的。」[2][21]
- 2004年6月15日，華義國際公告，總經理林永青辭職，發言人兼副總經理熊家麒升任總經理。[22]
- 2005年，虧損新台幣2億元，每股虧損新台幣4.4元。[23]
- 2005年2月，休閒遊戲《華義山莊》上線營運。
- 2005年4月，取得線上遊戲《熱血江湖Online》台港澳代理權。
- 2005年6月，取得線上遊戲《Granado Espada》台港澳代理權。
- 2005年8月30日，召開董事會，董事長特助任兆年轉任總經理，總經理熊家麒調任董事長特助。[24]
- 2005年12月，金山软件全盘收购华义国际中国大陆业务，华义国际基本退出中国大陆网络游戏市场。[25]
- 2006年7月，取得萬人連線射擊線上遊戲《特種部隊》（SF Online）台港澳代理權。
- 2007年5月，推出休閒遊戲系列《台客麻將》。
- 2007年11月14日，華義國際、高凱科技與鋊達科技合資成立「華義山莊娛樂股份有限公司」，拓展商用遊戲機市場。[26]
- 2007年11月30日，《Granado Espada》取中文命名《王者之劍》推向市場。[27]2007年12月，華義國際代理中國大陸線上遊戲《蜀山Online》。
- 2008年1月24日，確定以《飛仙Online》作為《蜀山Online》台港澳名稱。[28]
- 2008年5月，推出華義Webgame平台。
- 2008年6月，代理中國大陸製休閒遊戲《機戰Online》。
- 2011年1月20日，代理「DragonFly」下另一款FPS遊戲《大敵當前Online》。
- 2011年6月1日，宣布《天下無雙》從月費制更改為免費制。
- 2011年7月1日，宣布《天下無雙》停止營運。
- 2014年1月9日，宣布代理「DragonFly」下另一款FPS遊戲《特種部隊2》(SF2 Online)。
- 2014年8月28日，宣布《熱血江湖》於10月30日停止營運。
- 2014年10月16日，正式開辦「SPIDER專業電子競技學院」。
- 2016年6月24日，華義國際董事長黃博弘宣布退休，將持股賣給竣通國際集團竣通投資，仍將盡個人之力推動台灣電競發展。竣通投資的授權法人代表徐培菁接任華義國際董事長。
- 2016年12月21日，宣布遊戲《熱血三國3》上線營運。
- 2017年6月22日，徐培菁辭任華義國際董事長，竣通投資的授權法人代表張協建接任董事長[29]。
- 2019年6月25日，華義國際改選董監事，由Given Business Inc.指派法人代表張協建出任董事長，其餘兩席董事分別指派吳艾耘（身兼智冠科技董事）與杜耀仁出任。
- 2020年12月24日，華義國際法人說明會宣布，未來網銀國際將代理營運遊戲項目及資源，全面由華義國際接手。
- 2022年9月6日，華義國際對外宣布正式取得由SEGA開發，由Appiritsz發行的動物朋友3 （页面存档备份，存于）台港澳代理權，並於隔年3月4日於雙平台發佈

## 其它事件
- 1997年11月6日，偵辦大補帖案的台北地檢署主任檢察官陳明光簽發30張搜索票，指揮法務部調查局台北市調查處搜索臺北縣、台北市、臺中市、高雄市等地共26處，並將華義國際總經理黃博弘及其部屬沙明德、竹聯幫分子劉宗漢、華義國際業務員周俊仁、華義國際會計陳錦慧、華義國際顧問黃博正約談到案。法務部調查局台北市調查處指出，1996年5月華義國際與松崗電腦搶奪日本單機遊戲《無人島物語》代理權，黃博弘涉嫌教唆部屬張群暉等持槍至松崗電腦總部恐嚇松崗電腦軟體部經理吳東和，不久即強邀吳東和前往台北市蓮園餐廳敦南店餐敘兼談判，囑咐吳東和轉知松崗電腦放棄《無人島物語》代理權；事後，松崗電腦放棄《無人島物語》代理權。辦案人員也指出，黃博弘及其部屬羅伯堅、劉宗漢等人持槍圍事，並與竹聯幫天堂、戰堂、雷堂及四海幫分子械鬥，爭取在光華商場販售大補帖所得利益[30][31]。

- 2007年8月，華義國際代理的線上遊戲《王者之劍》舉辦活動，《王者之劍》楊姓與陳姓客戶服務人員分別擔任活動GM，在活動結束後利用華義內部電腦以該GM角色登入遊戲，夥同也是玩家的林姓友人，將GM身上的「西隆尖刀」、「火炎手鐲」等上千件虛擬寶物交易移轉到另一遊戲角色「邦妮兔」身上。華義國際發現《王者之劍》伺服器出現異常交易狀況，派工程師進行內部稽查，查出此事，立即報警處理。全案移交士林地檢署偵辦，楊、陳、林等三人被檢察官依《中華民國刑法》「妨害電腦使用罪」分別起訴[32]。

- 2010年5月，華義國際推出線上遊戲《齊天大聖Online》，電視廣告中，扮演女版孫悟空的代言人「悟空妹」陳以庭依偎在男模特兒扮演的唐三藏懷裡，用嫵媚的眼神嬌嗔地說著充滿性暗示的雙關語「師父，我們去取經吧」（「取經」與「取精」同音）。中華民國衛星廣播電視事業商業同業公會認為該廣告已逾越《電視節目分級處理辦法》普遍級時段規範，啟動各會員電視頻道的自律行為，將該廣告延後至夜間十一點到清晨六點播出[33]。

- 2010年5月29日，網友爆料，華義國際於本月28日開放試玩的網頁遊戲《大富豪Web》，網路廣告影片中，穿白色女性套裝、內搭爆乳黑色胸罩的女秘書搔首弄姿，從胸前拿出文件交給男老闆，被男老闆說「還熱熱的，奶香味還很重」等性暗示言語。國家通訊傳播委員會傳播內容處處長何吉森說，網際網路內容僅分「限制級」和「非限制級」，若該廣告情節未達限制級則無法可管，該會將請台灣網際網路協會把民眾意見轉告華義國際。華義國際公關羅惠群說，因男生對女秘書都有很大遐想，該廣告才以此為主題，而且女秘書只是小露一下自己的好身材而非故意賣肉。扮演女秘書的代言人茶茶透過華義國際表示，她身體不適，不願受訪。現代婦女基金會執行長姚淑文說，這類廣告物化女性且把男性玩家當成色狼，男性玩家應出面反制。佛光大學傳播學系副教授蔣安國說，業者應自律，玩家應自我提升[34]。

- 2011年11月初，華義國際推出代理線上遊戲《降龍之劍Online》，電視廣告內容描述男學生霸凌女教師的內容，扮演女教師的代言人「降龍妹」馬友蓉穿極低胸襯衫、抖動胸部、大喊「降龍劍在此，誰敢上我」，引發社會爭論[35]。華義國際營運長熊家麒辯稱，「遊戲廣告只有短短15到20秒，加上現在的競爭產品很多，這只是讓觀眾充分記得的一種方法而已；而且現在的青少年對於廣告的判別力很強、很有智慧，不會往物化女性和情色等方面去想」。中華民國衛星廣播電視事業商業同業公會不斷接獲抗議該廣告的電話，該會秘書長鍾瑞昌解釋，該廣告有把煽情畫面消音和打馬賽克，但以男學生霸凌女老師為主題的確不妥，不過「就算我們覺得『兒童不宜、需要移到晚上九點以後才播』，也沒有用：這廣告託播時間不到一個星期，11月6日起就停播了」。國家通訊傳播委員會無奈表示，該廣告把「上」字消音與把露胸畫面打馬賽克後才在電視上播出，因此完全沒有違反任何法規，只能希望中華民國衛星廣播電視事業商業同業公會迫使華義國際自律。婦女新知基金會培力部主任陳玫儀認為，「這廣告以性為手段，以暴制暴，傷害女性身體，是非常不好的廣告宣傳手法；遊戲公司應該多發揮一點創意，不要再用性欲化言詞吸引網友」。列名華義國際獨立董事的淡江大學會計學系教授蔡信夫與列名華義國際監察人的聯捷聯合會計師事務所會計師徐俊成說，他們對該廣告內容完全不知情[33]。2011年11月7日，針對《降龍之劍Online》電視廣告爭議與廣告照片出現馬友蓉正面全裸等事，馬友蓉說，該廣告在她的裸體上打馬賽克，「可能就是怕人家會亂想，請大家不要生氣」[36]。

- 2011年11月17日，民主進步黨立法委員黃偉哲在立法院質詢國家通訊傳播委員會主任委員蘇蘅時，播放幾則具爭議性的遊戲軟體廣告；其中，《降龍之劍Online》廣告照片，馬友蓉正面全裸，僅以劍或手擋住自身三點，號稱「人劍合一」。黃偉哲表示，他尊重商業行為與原創，但觀眾感受不同；他不認同業者以「廣告越露骨，遊戲點數卡才會賣越多」的思維招來遊戲參與者，業者此種作法是「只要造成話題、達到目的，廣告下架也無所謂」，NCC應拿出對策管理。蘇蘅回應，這些照片至少有物化女性之嫌，對小孩有不良影響。華義國際回應，《降龍之劍Online》對象設定是男性成人玩家，因此透過網路活動來吸引目標族群注意，而且照片原則是三點不露、只是較性感[37]。

- 2015年9月，「統神」張嘉航透過臉書粉絲專頁代言華義國際手機遊戲《超神英雄傳說》，臉書粉絲專頁突遭臉書關閉，統神懷疑是遭惡意檢舉；但華義國際認為統神應是形象受損導致，已影響宣傳，付了代言費頭期款新台幣12.5萬元後，拒付尾款新台幣28.5萬元。統神所屬經紀公司知識糖果控告華義國際，但華義國際認為知識糖果才應該賠償損失。2016年10月，臺灣士林地方法院一審判決，統神已完成代言，華義國際應給付尾款。[38]

## 營運中的遊戲
- 動物朋友 3 （页面存档备份，存于）
- 妖界黃昏-妖怪皇帝與終焉的夜叉姬 （页面存档备份，存于）

## 結束營運的遊戲

### MMORPG
- 人在江湖
- 時空帝國
- 石器時代Online
- 樂園Online
- 俠客列傳
- 時空戰場
- 天下無雙Online
- A3
- 齊天大聖Online
- 熱血江湖
- 降龍之劍Online
- 三太子Online
- 81Keys【2013/10/14結束營運】
- 神鑰王Online
- 飛仙Online
- 天上人間Online
- 天劍神曲
- 傾國傾城Online
- 遠征
- 獨孤求敗Online
- 星戰傭兵Online
- 黎明之光Online
- GOD戰神魔霸【2016/2/26結束營運】

### 休閒遊戲
- 瘋狂原始人
- 華義山莊
- 台客麻將
- 寶島俱樂部 (Bao Dao Club)【2012/02/01結束營運】
- 鬥塔爭霸【2012/5/29結束營運】
- 蔓妮蔓妮俱樂部(德州撲克)【2012/4/12結束營運】
- 阿飄Online
- 自由之心
- 達克布拉德(DarkBlood)
- 彩虹動物園
- 大敵當前Online 【原廠開發中止】
- 特種部隊 (Special Forces)【2017/10/24結束營運】
- 特種部隊2(Special Forces 2)【2019/03/05結束營運】
- 勁舞世界【封測結束後並未正式公測即結束營運】

### 網頁遊戲
- 君主的決斷
- 君主的遠征
- 雙龍傳說
- 七龍紀Web
- 炎龍騎士的遠征Web
- 大富豪Web
- 迷你遊戲
- 英雄無敵
- 泡麵三國Web
- 黑店Web
- 天下無雙Web
- 問鼎封神Web
- Web武林
- 武林帝國
- 天策
- 熱血三國
- 熱血三國II
- 熱血三國3 【2021/5/10結束營運】

### 手機遊戲
- 來我家玩吧
- 波可龍迷宮
- 超級8英雄
- 超神英雄傳說
- 夢幻龍族傳說
- 老闆別囂張
- 遠的要命的王國
- 遠的要命的王國2
- 靈魂方舟【2021/11/19結束營運】[39]

## 華義Spider職業電子競技隊
成立於2008年7月1日，為台灣電子競技聯盟(TeSL)的一支參賽隊伍。該隊所參與的《SF Online》以及《跑跑卡丁車》項目在歷次台灣電子競技聯盟的比賽中均獲不俗戰績，更於2008年10月取得職業電競聯賽元年總冠軍。

## 外部連結
- 華義國際 （页面存档备份，存于）
- 華義娛樂網 （页面存档备份，存于）